# 위키드 (뮤지컬)
위키드(Wicked)는 그레고리 맥과이어(Gregory Maguire)의 소설 "위키드"를 원작으로 하고있는 뮤지컬로, 스티븐 슈워츠가 작곡한 뮤지컬이다. '오즈의 마법사'의 프리퀄이라고 볼 수 있는 이 뮤지컬은 초록마녀가 초록색 피부를 가졌지만 사실은 선한 마음을 가지고 있는 소녀 '엘파바'가 오즈의 나라의 부패한 정권으로 인해 사악한 인물로 변질되었다는 내용을 주축으로 한다. 2003년 10월 뉴욕 브로드웨이에서 초연된 이후, 뮤지컬은 2006년 영국 웨스트엔드에서도 공연되며 큰 성공을 거두었고, 현재 전 세계에서 공연되고 있다. 대한민국에서는 2012년 5월 31일부터 10월 7일까지 호주 캐스트의 내한 공연이 진행되었다. 이어서 2013년에는 샤롯데씨어터에서 한국어 초연이 열렸으며, 2016년에는 대구의 계명아트센터와 서울의 예술의 전당 오페라하우스에서 한국어 재연이 있었다.

## 스태프
- 프로듀서: 마크 플랫 (Marc Platt), 존 비 플랫 (Jon B. platt), 데이비드 스톤 (David Stone)
- 감독: 조 만텔로 (Joe Mantello)
- 작사/작곡 : 스티븐 슈워츠 (Stephen Schwartz)
- 극본 : 워니 홀즈맨 (Winnie Holzman)
- 안무가: 웨인 시렌토 (Wayne Cilento)
- 편곡자: 윌리엄 데이비드 브론 (William David Brohn)
- 무대 디자이너 : 유진 리 (Eugene Lee)
- 의상 디자이너 : 수잔 힐퍼티 (Susan Hilferty)
- 조명 디자이너 : 케네스 포스너 (Kenneth Posner)
- 음향 디자이너 : 토니 메올라 (Tony Meola)

## 제작
대한민국에서는 에스앤코가 제작을 담당한다.

## 등장인물
- 엘파바 (Elphaba)
- 글린다 (Glinda)
- 피에로 (Fiyero)
- 오즈의 마법사 (The Wizard of Oz)
- 모리블 학장 (Madame Morrible)
- 보크 (Boq)
- 네사로즈 (Nessarose)
- 딜라몬드 교수 (Doctor Dillamond)
- 초록마녀의 아빠 (Witch's father)
- 초록마녀의 엄마 (Witch's mother)
- 조산사 (Midwife)
- 치스터리 (Chistery)

## 캐스트

### 2003 브로드웨이 초연
- 엘파바 - 이디나 멘젤 (Idina Menzel)
- 글린다 - 크리스틴 체노웨스 (Kristin Chenoweth)
- 피에로 - 노버트 리오 버츠 (Norbert Leo Butz)
- 오즈의 마법사 - 조엘 그레이
- 모리블 학장 - 캐럴 셸리 (Carole Shelley)
- 보크 - 크리스토퍼 피츠제럴드 (Christopher Fizgerald)
- 네사로즈 - 미셸 페더러 (Michelle Federer)
- 딜라몬드 교수 - 윌리엄 유먼즈 (William Youmans)
- 초록마녀의 아빠 - 숀 매코트 (Sean McCourt)
- 초록마녀의 엄마 - 크리스티 캔들러 (Cristy Candler)
- 조산사 - 얀 뉴버거 (Jan Neuberger)
- 치스터리 - 마누엘 에레라 (Manuel Herrera)

### 2006 웨스트앤드 초연
- 엘파바 - 이디나 멘젤 (Idina Menzel)
- 글린다 - 헬렌 달리모어 (Helen Dallimore)
- 피에로 - 애덤 가르시아
- 오즈의 마법사 - 나이절 플래너 (Nigel Planer)
- 모리블 학장 - 미리엄 마걸리스
- 보크 - 제임스 길리언 (James Giliian)
- 네사로즈 - 케이티 롤리 조나스 (Katie Rowley Jones)
- 딜라몬드 교수 - 마틴 볼 (Martin Ball)
- 초록마녀의 아빠 - 앤디 메이스 (Andy Mace)
- 초록마녀의 엄마 - 니키 그리피스 (Nicky Griffiths)
- 조산사 - 케리 워싱턴
- 치스터리 - 사이먼 하드윅 (Simon Hardwick)

### 2012 아시아 투어 프로덕션 내한공연
- 엘파바 - 제마 릭스 (Jemma Rix)
- 글린다 - 수지 매더스 (Suzie Mathers)
- 피에로 - 데이비드 해리스 (David Harris)
- 오즈의 마법사 - 글렌 호그스트롬 (Glen Hohstrom)
- 모리블 학장 - 매기 커크패트릭 (Maggie Kirkpatrick)
- 보크 - 제임스 D. 스미스 (James D.Smith)
- 네사로즈 - 엘리사 콜라 (Elisa Colla)
- 딜라몬드 교수 - 네이선 카터 (Nathan Carter)
- 초록마녀의 아빠 - 존 오하라 (John O'Hara)
- 초록마녀의 엄마 - 그레텔 스칼렛 (Gretel Scarlett)
- 조산사 - 클레어 조지 (Chaire George)
- 치스터리 - 라이언 셰퍼드 (Ryan Sheppard)

### 2025 대한민국 내한
- 엘파바 - 셰리든 아담스
- 글린다 - 코트니 몬스마
- 피예로 - 리암 헤드
- 오즈의 마법사 - 사이먼 버크
- 모리블 학장 - 제니퍼 불레틱

### 2013 대한민국 초연
- 엘파바 - 옥주현, 박혜나, 김선영
- 글린다 - 정선아, 김보경, 김소현
- 피에로 - 이지훈, 조상웅
- 오즈의 마법사 - 남경주, 이상준
- 마담 모리블 - 김영주
- 보크 - 김동현
- 네사로즈 - 이예은
- 딜라몬드 교수 - 조정근
- 초록마녀의 아빠 - 이우성
- 초록마녀의 엄마 - 김수현
- 조산사 - 장예원
- 치스터리 - 김시영

### 2016 대한민국 재연
- 엘파바 - 차지연, 박혜나
- 글린다 - 아이비, 정선아
- 피에로 - 민우혁, 고은성
- 오즈의 마법사 - 남경주, 이상준
- 마담 모리블 - 김영주, 이정화
- 보크 - 이우종
- 네사로즈 - 이예은
- 딜라몬드 교수 - 지혜근
- 초록마녀의 아빠 - 이우승
- 초록마녀의 엄마 - 김수현
- 조산사 - 나아름
- 치스터리 - 전호준

### 2021 대한민국 삼연
- 엘파바 - 옥주현, 손승연
- 글린다 - 정선아, 나하나
- 피에로 - 서경수, 진태화
- 오즈의 마법사 - 남경주, 이상준
- 마담 모리블 - 이소유, 김지선
- 보크 - 임규형
- 네사로즈 - 전민지
- 딜라몬드 교수 - 이우승

## 곡 목록

### 1막 곡들
1. "No One Mourns the Wicked" – Glinda and Citizens of Oz
2. "Dear Old Shiz" – Students and Galinda
3. "The Wizard and I" – Madame Morrible and Elphaba
4. "What Is This Feeling?" – Galinda, Elphaba and Students
5. "Something Bad" – Doctor Dillamond and Elphaba
6. "Dancing Through Life" – Fiyero, Galinda, Boq, Nessarose, Elphaba and Students
7. "Popular" – Galinda
8. "I'm Not That Girl" – Elphaba
9. "One Short Day" – Elphaba, Glinda and Citizens of the Emerald City
10. "A Sentimental Man" – The Wizard
11. "Defying Gravity" – Glinda, Elphaba, Guards and Citizens of Oz

### 2막 곡들
1. "No One Mourns the Wicked" (reprise) - Citizens of Oz
2. "Thank Goodness" – Glinda, Madame Morrible and Citizens of Oz
3. "The Wicked Witch of the East" – Elphaba, Nessarose and Boq
4. "Wonderful" – The Wizard and Elphaba
5. "I'm Not That Girl" (reprise) – Glinda
6. "As Long as You're Mine" – Elphaba and Fiyero
7. "No Good Deed" – Elphaba
8. "March of the Witch Hunters" – Boq and Citizens of Oz
9. "For Good" – Glinda and Elphaba
10. "Finale" – All

## 수상

### 오리지널 브로드웨이 프로덕션
2003년 10월 처음 개막한 이후로 2004년에 10개의 토니 어워즈 후보에 올라 3개의 상을 수상하였고, 같은 해 드라마 데스크, 드라마 리그, 외부비평가상에서 최우수 뮤지컬상을 포함한 수많은 상을 수상하였다. 또한 2005년에는 오리지널 사운드트랙이 그래미 어워즈를 수상하기도 하였다.
| Year | Award ceremony              | Category                                  | Nominee                                   | Result |
| ---- | --------------------------- | ----------------------------------------- | ----------------------------------------- | ------ |
| 2004 | Tony Awards                 | Best Musical                              | Best Musical                              | 후보   |
| 2004 | Tony Awards                 | Best Original Score                       | Stephen Schwartz                          | 후보   |
| 2004 | Tony Awards                 | Best Book of a Musical                    | Winnie Holzman                            | 후보   |
| 2004 | Tony Awards                 | Best Actress in a Musical                 | Kristin Chenoweth                         | 후보   |
| 2004 | Tony Awards                 | Best Actress in a Musical                 | Idina Menzel                              | 수상   |
| 2004 | Tony Awards                 | Best Orchestrations                       | William David Brohn                       | 후보   |
| 2004 | Tony Awards                 | Best Choreography                         | Wayne Cilento                             | 후보   |
| 2004 | Tony Awards                 | Best Costume Design                       | Susan Hilferty                            | 수상   |
| 2004 | Tony Awards                 | Best Scenic Design                        | Eugene Lee                                | 수상   |
| 2004 | Tony Awards                 | Best Lighting Design                      | Kenneth Posner                            | 후보   |
| 2004 | Drama Desk Awards           | Outstanding Musical                       | Outstanding Musical                       | 수상   |
| 2004 | Drama Desk Awards           | Outstanding Music                         | Stephen Schwartz                          | 후보   |
| 2004 | Drama Desk Awards           | Outstanding Lyrics                        | Stephen Schwartz                          | 수상   |
| 2004 | Drama Desk Awards           | Outstanding Book of a Musical             | Winnie Holzman                            | 수상   |
| 2004 | Drama Desk Awards           | Outstanding Actress in a Musical          | Kristin Chenoweth                         | 후보   |
| 2004 | Drama Desk Awards           | Outstanding Actress in a Musical          | Idina Menzel                              | 후보   |
| 2004 | Drama Desk Awards           | Outstanding Director of a Musical         | Joe Mantello                              | 수상   |
| 2004 | Drama Desk Awards           | Outstanding Orchestrations                | William David Brohn                       | 수상   |
| 2004 | Drama Desk Awards           | Outstanding Costume Design                | Susan Hilferty                            | 수상   |
| 2004 | Drama Desk Awards           | Outstanding Set Design of a Musical       | Eugene Lee                                | 수상   |
| 2004 | Drama Desk Awards           | Outstanding Lighting Design of a Musical  | Kenneth Posner                            | 후보   |
| 2004 | Drama League Awards         | Distinguished Production of a Musical     | Distinguished Production of a Musical     | 수상   |
| 2004 | Drama League Awards         | Distinguished Performance                 | Kristin Chenoweth                         | 후보   |
| 2004 | Drama League Awards         | Distinguished Performance                 | Idina Menzel                              | 후보   |
| 2004 | Outer Critics Circle Awards | Outstanding Broadway Musical              | Outstanding Broadway Musical              | 수상   |
| 2004 | Outer Critics Circle Awards | Outstanding Actress in a Musical          | Idina Menzel                              | 후보   |
| 2004 | Outer Critics Circle Awards | Outstanding Actress in a Musical          | Kristin Chenoweth                         | 후보   |
| 2004 | Outer Critics Circle Awards | Outstanding Featured Actor in a Musical   | Joel Grey                                 | 후보   |
| 2004 | Outer Critics Circle Awards | Outstanding Featured Actress in a Musical | Carole Shelley                            | 후보   |
| 2004 | Outer Critics Circle Awards | Outstanding Director of a Musical         | Joe Mantello                              | 수상   |
| 2004 | Outer Critics Circle Awards | Outstanding Choreography                  | Wayne Cilento                             | 후보   |
| 2004 | Outer Critics Circle Awards | Outstanding Costume Design                | Susan Hilferty                            | 수상   |
| 2004 | Outer Critics Circle Awards | Outstanding Set Design                    | Eugene Lee                                | 수상   |
| 2004 | Outer Critics Circle Awards | Outstanding Lighting Design               | Kenneth Posner                            | 후보   |
| 2004 | Eddy Awards                 | Outstanding Costume Design                | Susan Hilferty                            | 수상   |
| 2005 | Grammy Awards               | Best Musical Show Album                   | Wicked (Original Broadway Cast Recording) | 수상   |

## 대한민국에서의 흥행
2012년 8월 말을 기준으로 최단기간에 20만 관객을 돌파하였으며, 매출은 최대 250억에 이를 것으로 예상된다. 유료 점유율 역시 95%로 사실상 매진을 기록하며 2005년 <오페라의 유령>을 넘어섰다.
또한 2013년부터 시작해서 대한민국에서 공연된 위키드는 뮤지컬 거장 슈왈츠로부터 브로드웨이급이라는 평을 받았다. 이후 2025년 7월, 내한 공연을 블루스퀘어 신한카드홀에서 개막했다고 한다.